# Melanitis ismene
Melanitis ismene är en fjärilsart som beskrevs av Pieter Cramer 1775. Melanitis ismene ingår i släktet Melanitis och familjen praktfjärilar. Inga underarter finns listade i Catalogue of Life.